# Culicoides sanmartini
Culicoides sanmartini är en tvåvingeart som beskrevs av Wirth och Barreto 1978. Culicoides sanmartini ingår i släktet Culicoides och familjen svidknott.
Artens utbredningsområde är Colombia. Inga underarter finns listade i Catalogue of Life.